# سيد حسين العفاني
أبو التراب سيد بن حسين بن عبد الله العفاني هو رجل دين مصري، كان قد نشر عددًا من المؤلفات.

## حياته
ولد الشيخ سيد العفاني في بلدة بني عفان بمحافظة بني سويف من محافظات صعيد مصر، نشأ نشأة ريفية بسيطة، عمقت في قلبه الفطرة السوية، والوجهة الربانية النقية، فتدرج في التعلم والتعليم النظامي حتى التحق بكلية الطب البيطري وتخرج منها. تتلمذ على شيوخ الدعوة السلفية المعاصرين كأبي إسحاق الحويني وسعيد عبد العظيم وسيد الغباشي، لكن شيخه الذي إليه ينسب هو الشيخ المحقق المدقق محمد بن إسماعيل المقدم. عُرف بالوعظ والتذكير، والنصح والخطابة، في جميع أرجاء مصر (بكافّة محافظاتها). له عناية خاصة بتجميع الآثار والأخبار عن السلف الصالح، وتقريب حياتهم وسيرتهم من أهل العصر... فزهد السلف وعبادتهم وصومهم وقيامهم لليل وجهادهم وشأنهم كله تجده مبثوثا في كتبه ومحاضراته.

## مؤلفاته
للشيخ العشرات من الكتب منها ما طبع ومنها ما هو تحت الطبع، وهذه جملة منها (أبجديًا):
- أعلام وأقزام = رجال في ميزان الإسلام - مجلدان
- أعلى النعيم الشوق إلى الله ورؤية وجهه الكريم
- أنور الفجر في فضائل أهل بدر
- البحار الزاخرة في أسباب المغفرة - مجلد
- البدر المنير في الأحاديث التي حكم عليها ابن كثير.
- الثمار الباسقات من حديث الصالحات.
- الثمر الداني من تصحيح وتضعيف ابن حجر العسقلاني.
- الجزاء من جنس العمل - 2 مجلد
- الجمع المبارك في تفسير جزء تبارك - مجلد
- الرياض النضرة في فضائل الحج والعمرة - 2 مجلد
- اليهود إخوان الخنازير والقرود - مجلدان
- بكاء الأفئدة من نار الموقدة.
- تثبيت أفئدة المؤمنين بذكر مبشرات النصر والتمكين - مجلد
- تذكير النفس بحديث القدس = وا قدساه
- ترطيب الأفوة بذكر من يظلهم الله - مجلدان
- تعطير الأنفس بذكر حديث الإخلاص - مجلد
- حسن الطلب في بيان الأدب.
- رائق الشهد من شعر الدعوة والرقائق والزهد (مع الله)
- رهبان الليل - 3 مجلدات
- زهر البساتين في مواقف العلماء والربانيين - 3 مجلدات
- زهر الجنان من حياة شيوخ الإسلام - 5 مجلدات
- سكب العبرات للموت والقبر والسكرات - 3 مجلد
- شذا الرياحين من سيرة واستشهاد الشيخ أحمد ياسين
- شذا الريحان بذكر جنة الرحمن - مجلدان
- صلاح الأمة في علو الهمة - 7 مجلدات
- عبق النسرين من حياة المجددين.
- عيش السعداء بين الخوف والرجاء.
- فرسان النهار - 7 مجلدات
- لألئ البيان في محبة الرحمن
- موارد الظمآن في محبة الرحمن - غلاف
- نداء الريان في فقة الصوم وفضل رمضان - 3 مجلدات
- نسائم الأسحار في فضائل الصحابة الأبرار - 5 مجلدات

## وصلات خارجية
- موقع الطريق إلى الله - صفحة الشيخ سيد العفاني
- صفحة الشيخ على موقع طريق الإسلام
- موقع صوتيات إسلام ويب - صفحة الشيخ سيد العفاني
- قصيدةأعيرونا مدافعَكُمْ ليومٍ لامدامعَكُمْ ....بإلقاء الشيخ سيد حسين عفاني على يوتيوب